# Острво (филм из 2005)
Острво (енгл. The Island) је научнофантастични филм из 2005. године који је режирао и продуцирао Мајкл Беј. Снимање филма коштало је 126.000.000 долара, али је филм у САД зарадио само 36.000.000. Бруто зарада у иностранству износила је 127.000.000 долара, па се укупна зарада од приказивања филма попела на 163.000.000 долара.

## Радња
У технолошки напредној колонији живе људи по строго утврђеним правилима, под будним надзором супервизора. Труде се да воде здрав живот, срећни што су спашени од загађења које је наводно уништило читаву планету. Активности у току дана су им тачно одређене, организоване и увек исте. Једину наду им пружа лутрија која се редовно одржава када један од њих добија награду – одлазак на острво, где су му обећана уживања, свеж ваздух и купање у океану. Међутим, млади Линколн, кога муче ноћне море, почиње да поставља логична питања, на која не добија одговоре. Зато сам креће у истраживање и открива да победници на лутрији не одлазе на острво, већ на операцију коју неће преживети. Преплашен, бежи из колоније заједно са девојком у коју је заљубљен, и њих двоје у спољашњем свету, који није уништен, откривају да су они заправо клонови, створени како би богаташи добијали здраве органе након болести или несреће...

## Премијера
Филм је први пут приказан у Њујорку 11. јула 2005. године.

## Награде
Године 2005. филм је номинован за Teen Choice Awards, а годину дана касније за још две: награду Сатурн у категорији најбољих научнофантастичних филмова и за награду Златна ролна за звучне ефекте.

## О филму
Филм је у неколико критика окарактерисан као акциона фантастика, односно као веома енергичан филм. За главну глумицу Скарлет Џохансон, ово је прва улога у таквом жанру. Њена жеља је била да филм пре свега буде забаван, без „веће слике“, односно „придике“ о клонирању, јер би то по њеном мишљењу могло да буде досадно. За разлику од ње, извршни продуцент Лори Макдоналд сматра да људи треба да се запитају „колико ће технологија далеко отићи“. Режисер Мајкл Беј, који је познат по акционим филмовима, признао је да му је било тешко да почетак филма направи „споријим“ са нежним дијалозима, али је све то „надокнадио“ у наставку филма који има потпуно акциони карактер (трке аутомобила, обрачуни, експлозије). Највише му се допао преокрет и што ће гледаоци на почетку филма имати осећај да у целој тој сцени „нешто није у реду“.

## Критике
У часопису „Свет компјутера“ „Острво” је окарактерисан као „компилација најбољих драматуршких и визуелних тренутака бројних култних филмова“ као што су „Паклена поморанџа”, „Логанов бег”, „Кома” и „Терминатор 2: Судњи дан”. Чак се наводи да је сцена потере на ауто-путу практично „преписана“ из филма „Лоши момци II”, али и поред тога је филм добио оцену као изузетно добар. Аутор текста наводи да је ипак прошао катастрофално лоше у САД. Једна од главних примедби је била да је „фабула исувише плитка“. Такође, поведена је парница поводом тужбе аутора хорора „Clonus” због тога што му је сценарио исувише сличан. Замерка гледалаца је и да филм делује као подужа „целулоидна реклама“, због присутних брендова, посебно Микрософта. Међутим, Мајкл Беј, познат по томе што рачунарске специјалне ефекте подређује каскадерима, није унео у филм превише дигиталних ефеката, без обзира што је радња повезана са технологијама будућности.